# Isten gyermekei
Isten gyermekei (angol: The Children of God) A család (The Family) vagy A nemzetközi család (The Family International) egy keresztény jellegű új vallási mozgalom, sokak szerint szexkultusz, amelyet 1968-ban David Berg alapított Kaliforniában és amelyet tekintélyelvű szektaként jellemeztek. Berg 1994-es halála óta özvegye, Karen Zerby vezeti. A mozgalom „független missziós közösségek egyesületeként” ecseteli magát, de a kívülállók leginkább szektának minősítik.

## Neve
Eredeti elnevezése a Teens for Christ, de története során számos különböző nevet viselt:
- 1968–1977 között The Children of God (COG), magyarul Isten gyermekei néven szerzett hírnevet;
- 1978–1981 között The Family of Love, azaz A szeretet családja,
- 1982–2003 között The Family, azaz A család,
- 2004-től a The Family International, A nemzetközi család nevet vette fel.

## Történet
A mozgalom alapítója, David Berg (1919–1994) egy protestáns, evangelikál közösség, a Keresztény és Missziós Szövetség egykori lelkésze volt. Prédikátorként 1968-ban kezdett foglalkozni „hippikkel”, akik a kaliforniai Orange megyében található Huntington Beach egyik kávézójában gyűltek össze. 1969-ben, miután azt jósolta, hogy Kaliforniát nemsokára súlyos földrengés sújtja, elhagyta Huntington Beachet, és új "utakra vitte a követőit".
A csoport hamarosan elvált a Jézus-mozgalom többi irányzatától, amelyek egy időben az Egyesült Államok nyugati partja mentén alakultak ki. A Jézus Népe kifogásolta Berg szerepét, és azt a tényt, hogy állítólag szellemlényekkel érintkezett. Például Berg 1970-ben tudatta, hogy kapcsolatba került valakivel, akit „szellemsegítőnek” nevezett.
A csoport a hangsúlyt a végidőre helyezte, Berget a végidő prófétájaként fogták fel. A kezdeti hírnevet azután szerezték meg, hogy demonstrációsorozatot tartottak, figyelmeztetve az embereket az amerikai társadalom gonoszságaira. Az utcákon térítettek és röpiratokat terjesztettek. Zsákruhába öltöztek, arcukat hamuval borították be. A hívei kommunákat alapítottak a különböző városokban. Berg Mózes Dávidként (Moses David), a csoport pedig Isten gyermekeiként vált ismertté.
1968-tól kezdve, amikor megalakult, egész 1973-ig, szex-, önkielégítés- és kapitalizmus-ellenesek voltak, és arra számítottak, hogy Jézus bármely pillanatban visszatérhet.
1973-ra már 3000 követőjük volt. Berg ekkor azt jósolta, hogy egy üstökös zuhan nemsokára Földre és kiirtja az Egyesült Államok teljes népességét. 1974 elejére hirdette ki a „végítéletet”. A szektatagok ekkor szétszóródtak a világ országaiban, és közösségeket hoztak létre, az USA-ban csak kevesen maradtak.
Berg egy idő után arra késztette követőit, hogy szabaduljanak meg a szexuális gátlásaiktól és a tabuktól. Arra biztatta a női tagokat, hogy használják fel bájaikat, hogy Istenhez vonzzák a férfiakat, legyenek „Krisztus halászai” azzal, hogy szex révén a mozgalomba csábítják a férfiakat. 
Így 1976-ban bevezették legvitatottabb gyakorlatukat, a „kacér horgászatot”. A „szeretetüknek szimbólumaként” szexuális szívességet ajánlottak fel a megtérítendő személynek, így próbálva megnyerni őt Istennek. Néhány évvel később a „megosztás”, a csoport felnőtt tagjai közötti szabad szexuális kapcsolat is széles körben elterjedtté vált.
A nyílt szexuális tevékenység  az 1980-as évek elejére problémákhoz vezetett. Nemi betegségek terjedtek és a csoporton belüli pedofilok zaklatták a gyerekeket. 1983-tól a csoport elkezdte korlátozni ezt a szexuális tevékenységet. Gyermekvédelmi szabályokat vezettek be, és 1987-ben megszűnt a „kacér horgászat” is.
A család továbbra is gyakorolja a szeretet törvényét, amely – ahogyan azt ők értelmezik – megenged bizonyos szabadságot a felnőtt tagok között a szexuális kapcsolattartásban. A kiskorúak szexuális tevékenységbe való bevonása ellen viszont szigorú szabályozást fogadtak el. Több gyermekmolesztálási eset is kitudódott, és az 1990-es évek elején a különböző kormányok többfelé felléptek a közösség ellen.
Berg 1994-ben meghalt, utódja felesége lett.
A szervezet 2004-ben felvette A nemzetközi család nevet. A 21. század elején – az Encyclopædia Britannica alapján – mintegy 10 ezer tagja volt több mint 90 országban, jelentős számban Dél-Amerikában és a kontinentális Európában.